# Apanteles brunnistigma
Apanteles brunnistigma är en stekelart som beskrevs av Abdinbekova 1969. Apanteles brunnistigma ingår i släktet Apanteles och familjen bracksteklar. Inga underarter finns listade i Catalogue of Life.